# Hubertov
Bývalý lovecký zámeček Hubertov se nachází naproti kapli sv. Huberta na okraji lázeňské obce Karlova Studánka, v okrese Bruntál.

## Historie
Lovecký zámeček na půdorysu kříže nechal patrně spolu s kaplí postavit v letech 1757–1758 bruntálský komtur Řádu německých rytířů Riedheim, který poté na zámečku nějakou dobu žil. Příslušníkům řádu následně sloužil jako zázemí v době lovu a také ke správě řádových lesů. Na počátku 20. století přišel o západní křídlo. Ve vlastnictví řádu zůstal do roku 1938, poté připadl německému státu a v roce 1945 došlo ke konfiskaci.

## Fotogalerie

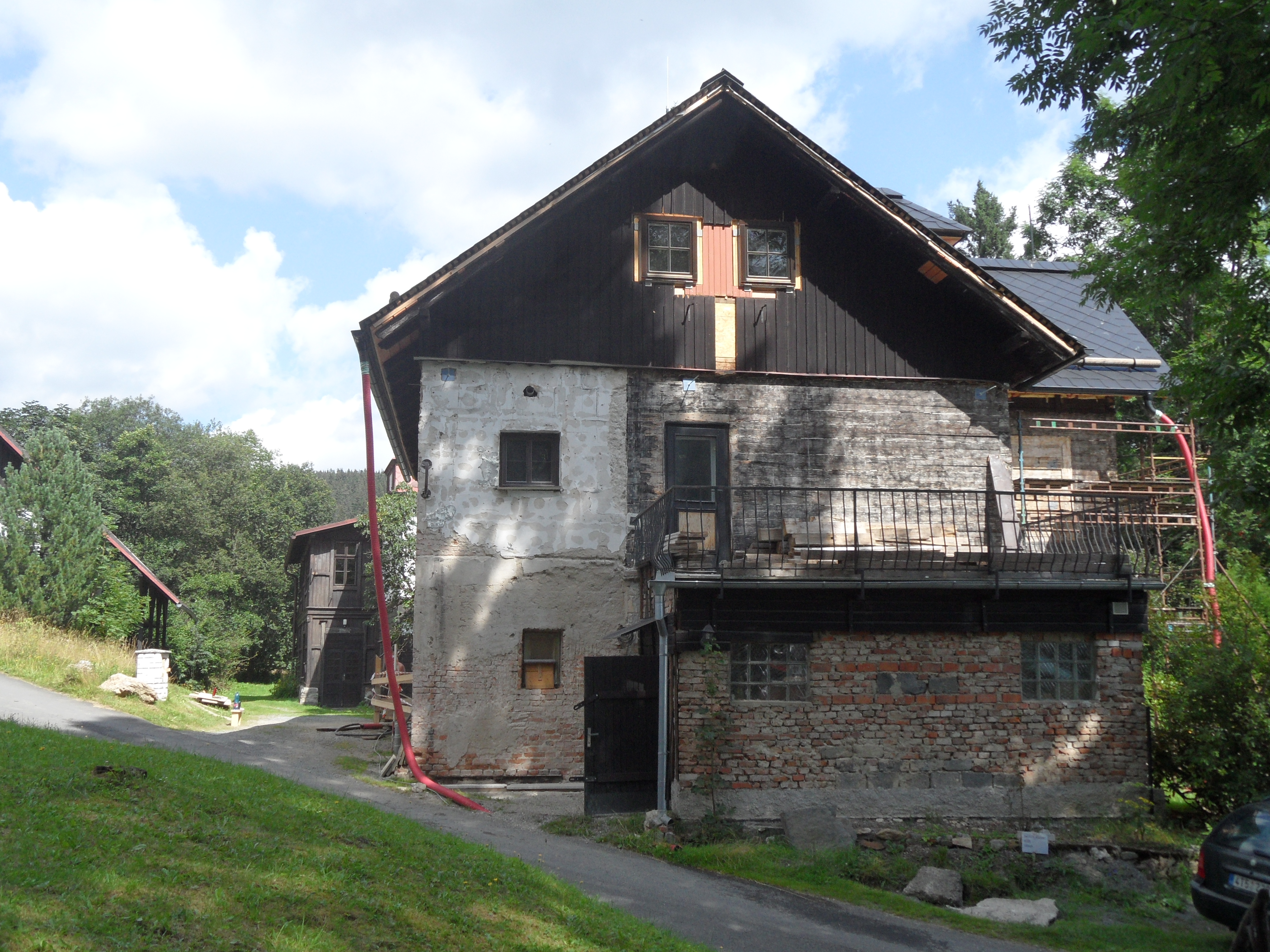
Hubertov od jihu (od kaple sv. Huberta)
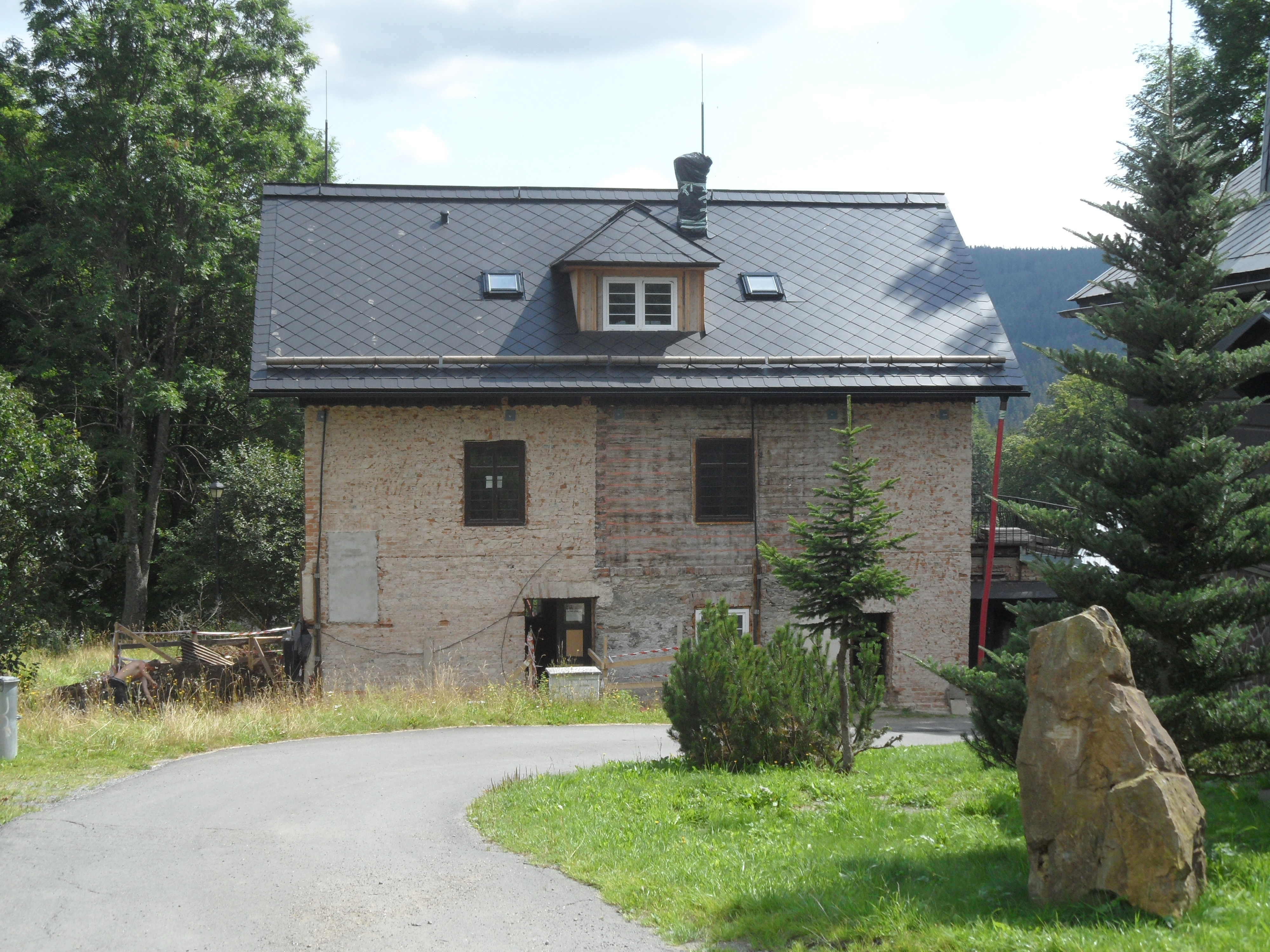
Hubertov od západu